# استيبان نيكولاس غونزاليس
استيبان نيكولاس غونزاليس (بالإسبانية: Esteban Nicolás González)‏ (16 سبتمبر 1978 بقرطبة في الأرجنتين - ) هو لاعب كرة قدم أرجنتيني في مركز الوسط. لعب مع تيغري وجيمناسيا لابلاتا ونادي أتليتيكو بيلغرانو ونادي أتليتيكو كولون ونادي لاتسيو ونادي لاس بالماس.

## وصلات خارجية
- استيبان نيكولاس غونزاليس على موقع قاعدة بيانات كرة القدم.إي يو (الإنجليزية)
- استيبان نيكولاس غونزاليس على موقع Soccerway.com (الإنجليزية)
- استيبان نيكولاس غونزاليس على موقع عالم كرة القدم.نت (الإنجليزية)